# 9865 Akiraohta
9865 Akiraohta eller 1991 TP1 är en asteroid i huvudbältet som upptäcktes den 3 oktober 1991 av de båda japanska astronomerna Takeshi Urata och Kenzo Suzuki i Toyota. Den är uppkallad efter Akira Ohta.
Asteroiden har en diameter på ungefär 3 kilometer.